# Montfaucon-en-Velay
Montfaucon-en-Velay è un comune francese di 1 336 abitanti situato nel dipartimento dell'Alta Loira della regione dell'Alvernia-Rodano-Alpi.

## Società

### Evoluzione demografica
Abitanti censiti